# Pat Murphy
Pat Murphy (n. 9 martie 1955, Washington, SUA) este o autoare americană de literatură științifico-fantastică. Ea trăiște în San Francisco, SUA.

## Premii
- Al doilea roman al său, The Falling Woman (1986), a câștigat Premiul Nebula
- Nuveleta Rachel in Love a câștigat, de asemenea,  Premiul Nebula în același an
- Colecția de povestiri Points of Departure (1990) a obținut Premiul Philip K. Dick
- Nuvela sa din 1990, Bones, a câștigat premiul World Fantasy în 1991.

## Lucrări

### Romane
- The Shadow Hunter (1982; parțial republicată în 2002)
- The Falling Woman (1986) (Premiul Nebula)
- The City, Not Long After (1989)
- Nadya: The Wolf Chronicles (1996)
- There and Back Again 1999
- Wild Angel 2001
- Adventures in Time and Space with Max Merriwell 2002
- The Wild Girls 2007 (literatură pentru copii)

### Colecții
- Points of Departure (1990)

### Antologii
- The James Tiptree Award Anthology 1 (2005) cu Debbie Notkin, Karen Joy Fowler  și Jeffrey D. Smith.  Antologie a câștigătorilor premiului James Tiptree, Jr.
- The James Tiptree Award Anthology 2 (2006) cu Debbie Notkin, Karen Joy Fowler  și Jeffrey D. Smith.
- The James Tiptree Award Anthology 3 (2007) cu Debbie Notkin, Karen Joy Fowler  și Jeffrey D. Smith.

### Nonficțiune
- Exploratopia (2006, ISBN 0316612812)
- Zap Science: A Scientific Playground in a Book (1997) de John Cassidy, Paul Doherty, & Pat Murphy
- The Science Explorer Out and About (1997) de Pat Murphy, Ellen Klages și Linda Shore
- The Color of Nature (1996) de Pat Murphy și Paul Doherty
- The Science Explorer (1996) de Pat Murphy, Ellen Klages și Linda Shore
- By Nature's Design (1993) de Pat Murphy
- Bending Light: An Exploratorium Toolbook (1993) de Pat Murphy
- Explorabook: A Kid's Science Museum in a Book de John Cassidy, Pat Murphy și Paul Doherty (1991)
- Before and After (eseu de călătorie din 1997)
- Imaginary Friends (eseu din 1996)

## Legături externe
- Pat Murphy's page at Brazen Hussies
- Pat Murphy la Internet Speculative Fiction Database
- Pat Murphy interview at The Well